# 赫爾辛基宣言
《赫爾辛基宣言》（英語：Declaration of Helsinki）是于1964年提出的一个医学伦理学宣言。其內容是圍繞醫學研究運用於人體時歸立了六項基本原則。
- 接受測試者需要在清醒下同意。
- 接受測試者需要對實驗有概括了解。
- 實驗目的是為將來尋求方法。
- 測試前須先有實驗室或以動物作試驗。
- 由於是為將來尋求方法，若實驗對人體身心受損，需立即停止實驗。
- 要先擬好測試失敗的補償措施，才可在合法機關的監督下，再由具備資格者進行實驗。

除此亦提出「告知後同意」法則（informed consent），即接受測試者外，還包括所有病患及身體因測試的反應，有說「不」或選擇的權利。

## 外部連結
- 世界醫師會赫爾辛基宣言: 2013年10月巴西福塔雷薩第64屆世界醫師會大會修訂通過, 台灣醫界 2014, Vol.57, No.5 （页面存档备份，存于）